# Waterpolo Grand Prix Series
Waterpolo Grand Prix Series, ili kraće Waterpolo GP Series. Čini se da se natjecanje još neformalno nazivalo Intercup GP.
Prva sezona natjecanja bila je 2015./16. Natjecanje je pokrenuto nakon što projekt srednjeeuropskog MEWL-a nije uspio.
Prve utakmice odigrane su 11., 12. i 13. rujna 2015.

## Popis klubova koji su sudjelovali (2015./16. – 2016./17.)
U zagradi je godina prvog sudjelovanja.
Poredani abecedno prvo po sjedištu kluba pa zatim po nazivu, preskačući oznaku vrste kluba.
ugašeni klubovi
Napomena: U izvorima se neki klubovi navode pod različitim nazivima ili inačicama naziva (uglavnom neovisnih o sponzorstvu) - ovdje su navedeni svi takvi nazivi.
Austrija
- ASV Wien, Beč (2015./16.)

Češka
- Kometa Brno / Kometa Brno vodní pólo / KPSP Kometa Brno, Brno (2015./16.)

Mađarska
- Miskolci Vízilabda Club / Miskolci VLC / MVLC, Miskolc (2016./17.)

Poljska
- DWS Waterpolo Poznaň / KS Waterpolo Poznań / Waterpolo Poznań, Poznań (2015./16.)

Slovačka
- Mokrá lopta team / ML Žilina U23 / Slovačka mlada reprezentacija[10][11] (2015./16.)
- KVP Komárno, Komárno (2015./16.)
- ŠK Hornets Košice / ČH Hornets Košice, Košice (2015./16.)
- Piraňa SC Topolčany / SC Piraňa Topolčany, Topoľčany (2016./17.)

## Izdanja
Kazalo
* U zagradi je broj klubova, odnosno država, koji je inicijalno trebao sudjelovati u Ligi; izbačeni ili odustali.
| Lokacija završnog turnira | Godina    | Broj * država | Broj * klubova | Broj * klubova | Broj turnira | Prvaci         | rez. | #2          | #3            | #4               | #1 nakon osnovnog dijela | Ref                                       |
| Lokacija završnog turnira | Godina    | Broj * država | liga           | doigr.         | Broj turnira | Prvaci         | rez. | #2          | polufinalisti | polufinalisti    | #1 nakon osnovnog dijela | Ref                                       |
| ------------------------- | --------- | ------------- | -------------- | -------------- | ------------ | -------------- | ---- | ----------- | ------------- | ---------------- | ------------------------ | ----------------------------------------- |
|                           | 2017./18. |               |                |                |              |                |      |             |               |                  |                          |                                           |
| Nepoznata kratica »«      | 2016./17. | 5             | 8              |                |              |                |      |             |               |                  | grupe A i B              | [ 12 ] [ 13 ] [ 14 ]                      |
| Košice                    | 2015./16. | 4             | 6              | 4              |              | Hornets Košice |      | KVP Komárno | ASV Wien      | Waterpolo Poznań |                          | [ 15 ] [ 16 ] [ 17 ] [ 18 ] [ 19 ] [ 20 ] |

### Vječna ljestvica
zaključno sa izdanjem 2016./17. 
| Nepoznata kratica »« | Klub        | Sjedište | Prvak | Drugi | TOP4 | Ostali nazivi; Napomene |
| -------------------- | ----------- | -------- | ----- | ----- | ---- | ----------------------- |
|                      | ŠK Hornets  | Košice   |       |       |      |                         |
|                      | KVP Komárno | Komárno  |       |       |      |                         |

## Nagrade
| Sezona    | MVP | Najbolji strijelac |
| --------- | --- | ------------------ |
| 2016./17. | ()  | ()                 |
| 2015./16. | ()  | ()                 |